# Горное орудие

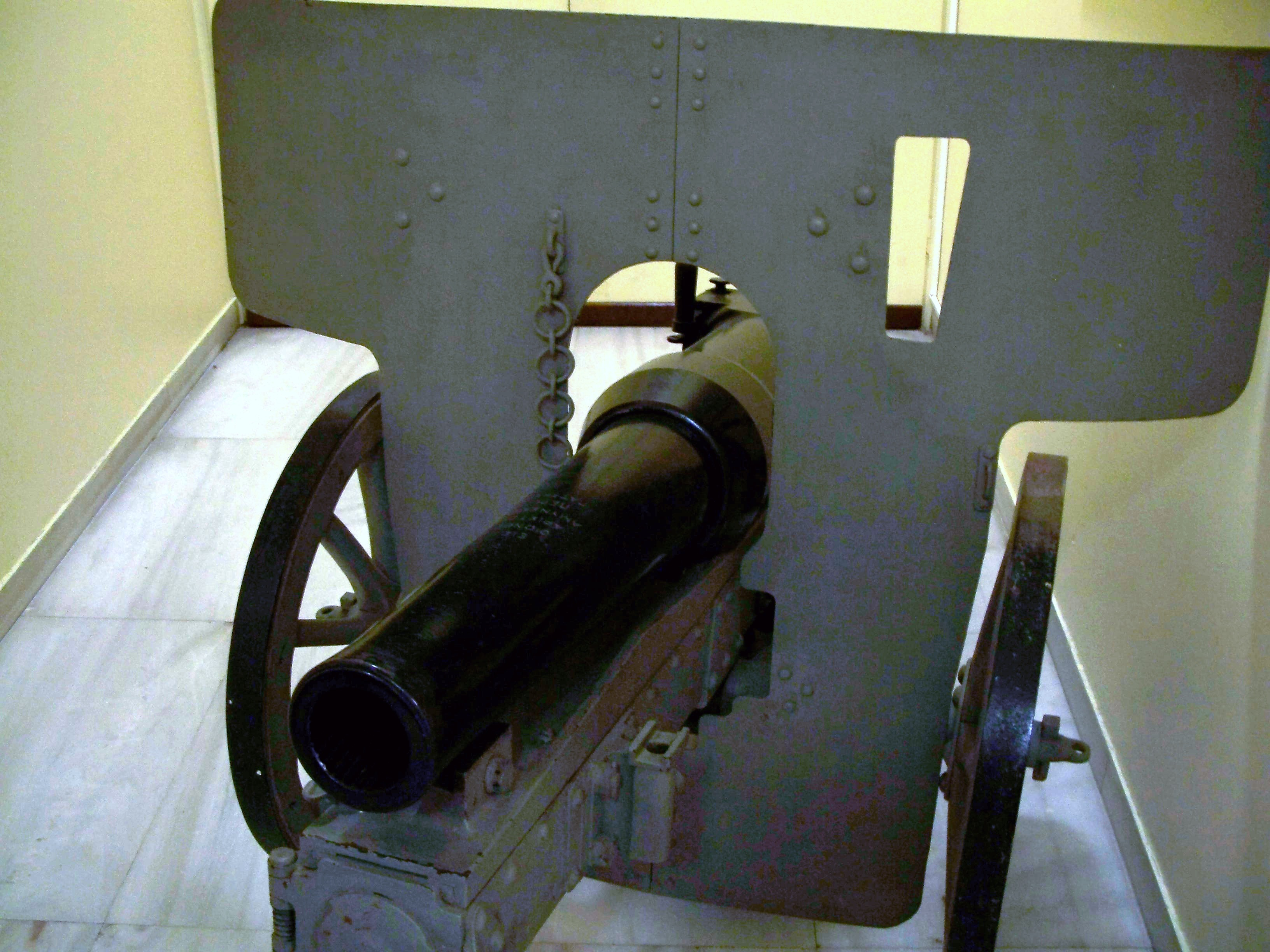
Одно из первых скорострельных горных орудий конструкции П. Ликудиса

Горное орудие — артиллерийское орудие, предназначенное для использования в горной местности формированиями горной артиллерии, где невозможно использование обычного колёсного транспорта. 
Горное орудие внешне похоже на орудие поддержки пехоты и может перевозиться при помощи человека, повозки с лошадьми или мулами, а также на тракторах или грузовиках.
По дорогам такие орудия перевозятся как обычные пушки, а в горной местности разбираются на части и навьючиваются на вьючных животных.
Впервые в России подобные орудия стали использоваться во время Кавказской войны русскими войсками. Аналогично в период Гражданской войны в США американцы использовали орудия, которые называли «горными гаубицами».
Первым в мире скорострельным горным орудием стала пушка Барановского. Также варианты горных орудий с противоткатными устройствами созданы инженерами из Греции П. Ликудисом и П. Данглизом в середине 1890-х годов (усовершенствованная версия конструкция известна как 75-мм пушка Шнейдер-Данглиз обр. 1906/09 и 76-мм горная пушка образца 1909 года).
В настоящее время горные орудия устарели, и вместо них используются миномёты, РСЗО, безоткатные орудия и ПТУРы. Возможна также транспортировка обычной артиллерии при помощи вертолётов.

## Галерея

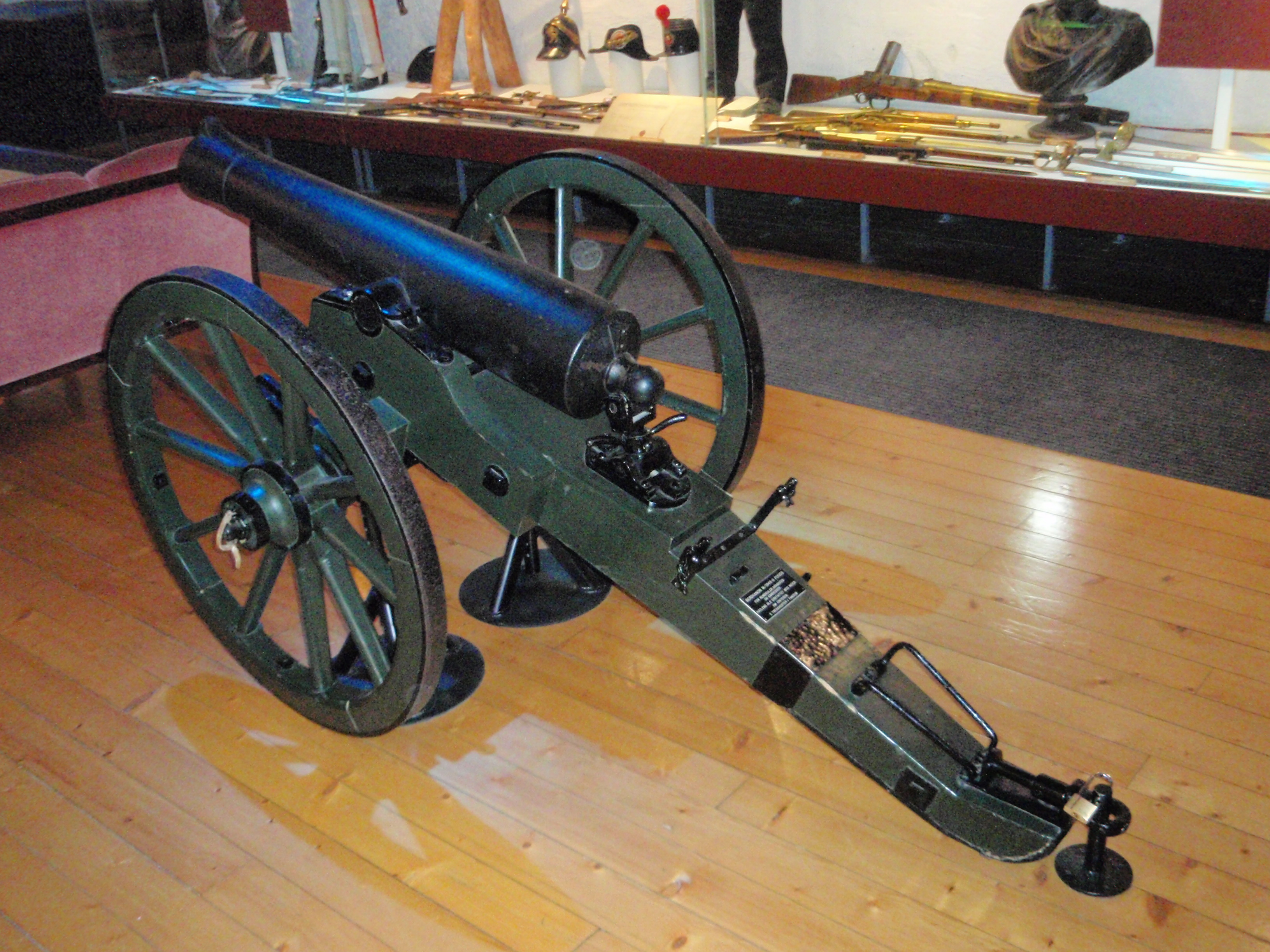
Норвежская 6-фунтовая горная пушка образца 1848 года
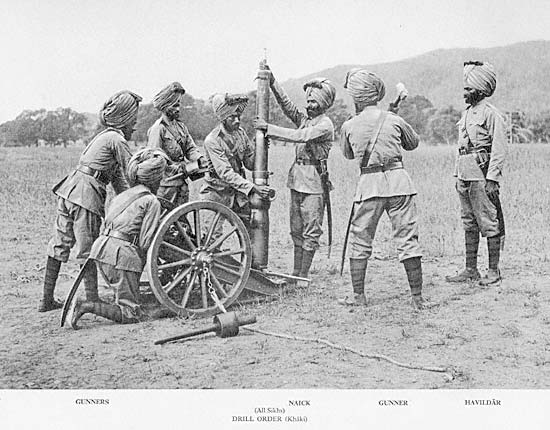
2,5-дюймовая свинчивающаяся дульнозарядная пушка образца 1895 года, состоявшая на вооружении британских войск в Индии
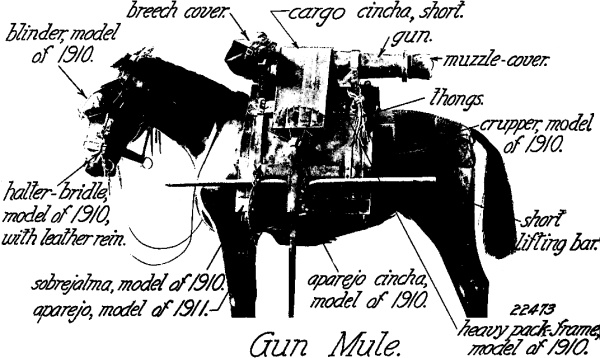
Мул, снаряжённый 75-мм гаубицей образца 1916 года (2,95-дюймовой горной пушкой QF) вооружённых сил США
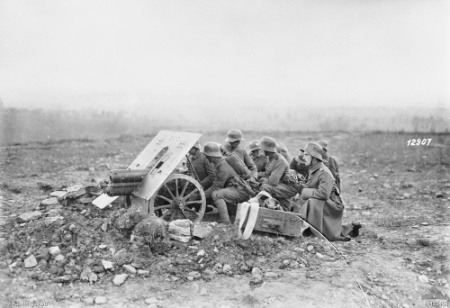
Немецкие войска с 75-мм пушкой Skoda Model 15 используют её как противотанковую пушку (1918 год)
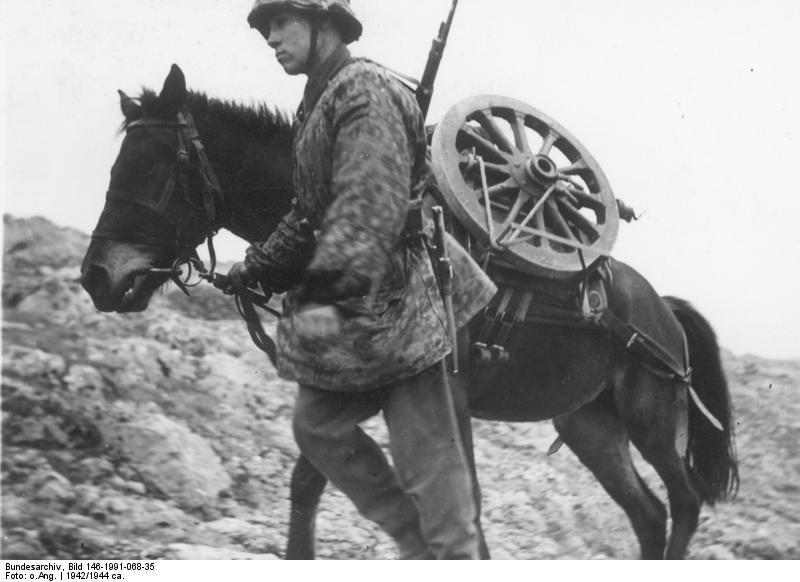
Горнострелковые войска СС перевозят горное орудие (1942 год)
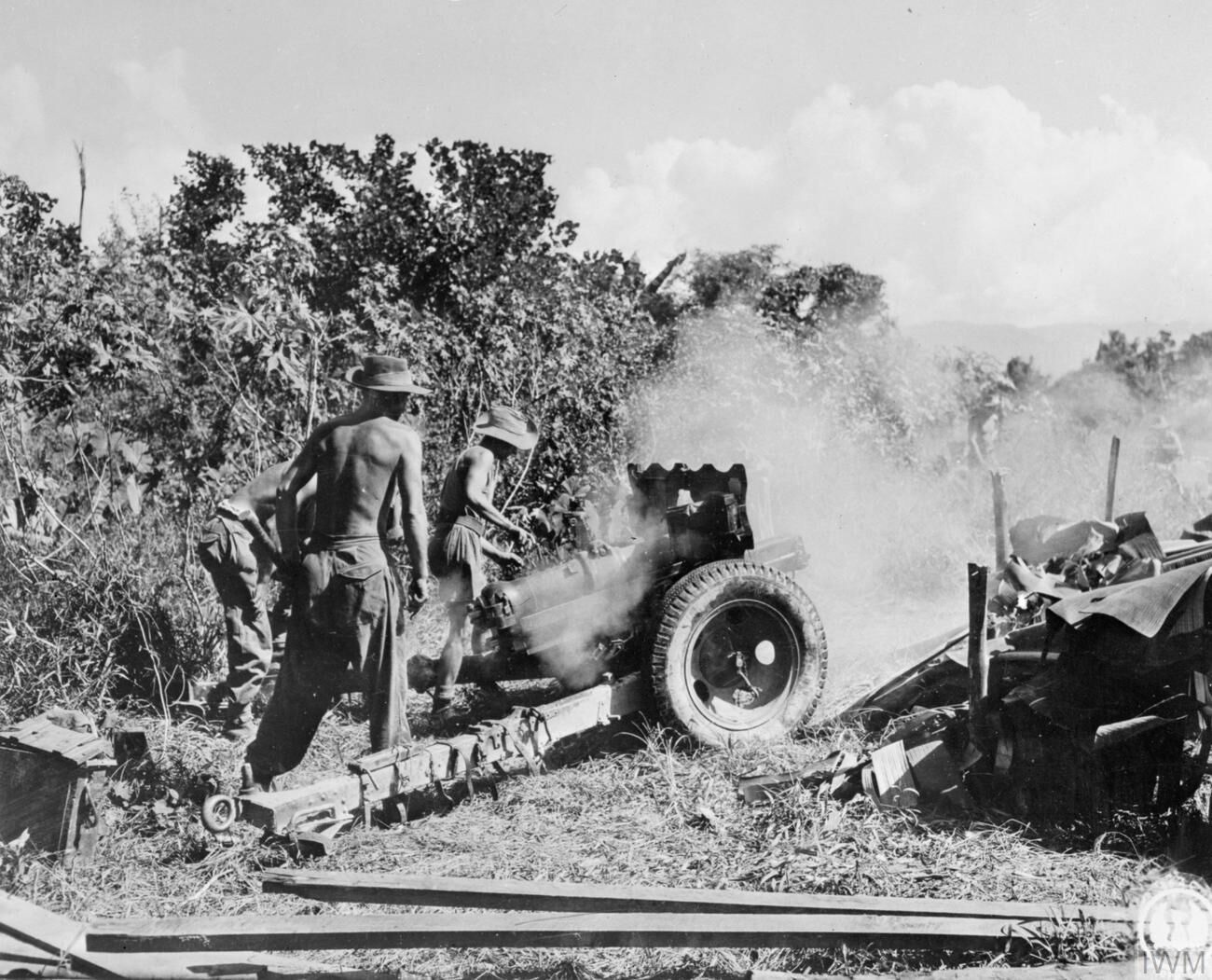
Британская 3,7-дюймовая горная гаубица и её экипаж ведут бои в Бирме (1944)
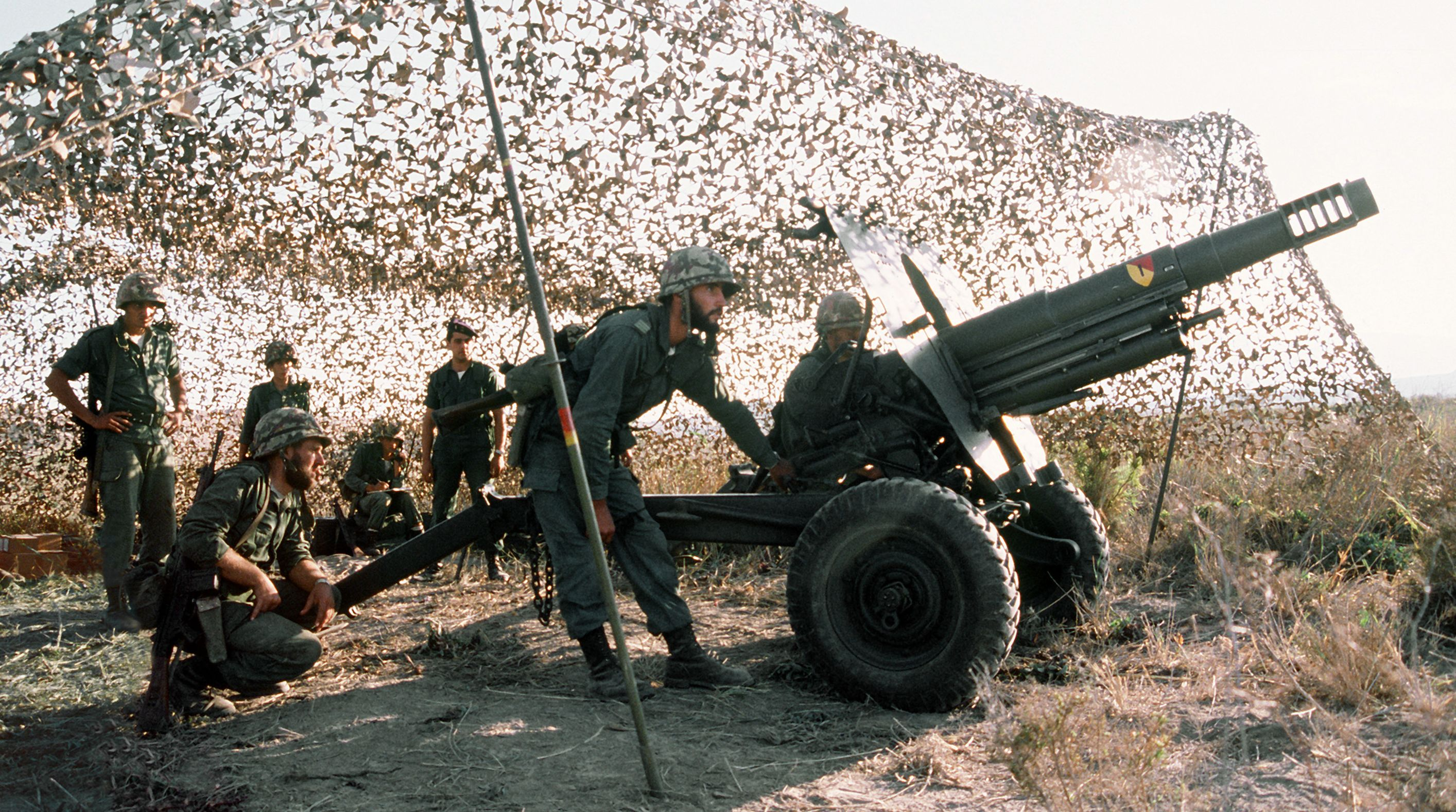
Испанская морская пехота готовится к выстрелу из 105-мм гаубицы OTO Melara Mod 56 (1981 год)
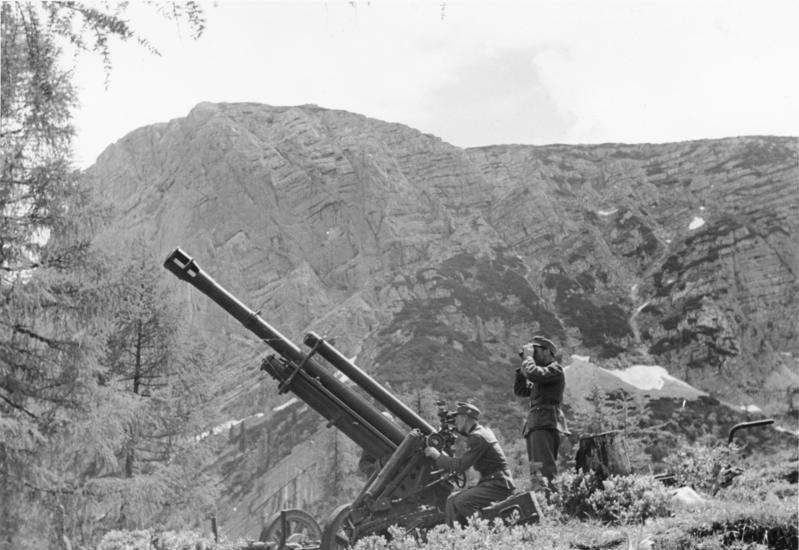
Немецкие горные егеря с горной гаубицей 10,5 cm Gebirgshaubitze 40 в горах Дахштайна, 1941